# Madagaskarhornuggla
Madagaskarhornuggla (Asio madagascariensis) är en fågel i familjen ugglor inom ordningen ugglefåglar.

## Utseende och läte
Madagaskarhornugglan är en rätt stor och brun uggla med långa örontofsar. Lätet består av en serie nasala skall, likt madagaskarugglan, men inte lika snabbt och betonat. Arten är jämnstor med kapugglan, men har mycket tydligare örontofsar och ljust bröst med tunna streck.

## Utbredning och systematik
Fågelns utbredningsområde är skogar på Madagaskar. Den behandlas som monotypisk, det vill säga att den inte delas in i några underarter.

## Levnadssätt
Madagaskarhornugglan hittas lokalt i olika skogstyper, ibland även i buskmarker och plantage. Den ses vanligen på dagkvist i ett träd, ofta i en inplanterad tall.

## Status och hot
Arten har ett stort utbredningsområde, men tros minska i antal, dock inte tillräckligt kraftigt för att den ska betraktas som hotad. Internationella naturvårdsunionen IUCN listar arten som livskraftig (LC).